# Dínies (historiador)
Dínies (en llatí Deinias, en grec antic Δεινίας) fou un historiador grec de data incerta que va escriure una obra històrica sobre l'Argòlida.
El mencionen diversos historiadors antics, com ara Plutarc, Apol·loni Rodi i altres. No se sap segur si aquest Dínies seria el mateix que cita Ateneu de Naucratis com a autor d'una obra sobre la història dels invents. Fabricius l'inclou a la Bibliotheca Graeca.